# Batalla del Pont
La batalla del Pont (àrab: معركة الجسر, Maʿrakat al-Jisr; persa: نبرد پل) fou un combat que va enfrontar els àrabs musulmans dirigits per Abu-Ubayd ath-Thaqafí i les forces de l'Imperi Sassànida dirigides per Bahman Jaduya a la vora de la ciutat de Kufa. Tradicionalment es creu que va tenir lloc l'any 634 i que va ser l'única victòria important dels perses sobre els exèrcits invasors musulmans.
Les forces musulmanes ja havien pres Hira i fet pillatge a les zones habitades pels àrabs de Mesopotàmia, a la riba de l'Eufrates. La caiguda de Hira impactà els perses i Yazdgard va enviar exèrcits a la frontera amb els àrabs. Davant l'arribada dels contingents sassànides, al-Muthanna, que havia quedat com a governador de la regió de Hira, va haver de demanar reforços a Medina.
El nou califa, Úmar, va enviar-li Abu-Ubayd, que va topar amb els perses a Kufa. Les dues forces estaven a les ribes oposades del riu Eufrates. Com que el riu era creuat per un pont, la batalla en pren el nom, Batalla del Pont.
Abu-Ubayd va prendre la iniciativa i va travessar el riu. Sembla que la visió dels elefants dels perses va atemorir els cavalls dels àrabs i això va fer que els segons es retiressin.
Segons la tradició, al-Muthanna refusà retirar-se, va continuar lluitant i va perdre 4.000 homes.